# Mr. Monk Gets Even
Mr. Monk Gets Even è il quindicesimo romanzo scritto da Lee Goldberg basato sulla serie televisiva Detective Monk.  È stato pubblicato il 31 dicembre 2012. Come gli altri romanzi, la storia è narrata da Natalie Teeger, l'assistente di Adrian. Si tratta dell'ultimo romanzo della serie ad essere scritto da Lee Goldberg.

## Trama
Natalie sta lavorando come ufficiale di polizia a New Jersey e la figlia Julie prende momentaneamente il suo posto come assistente di Monk. Ambrose si sposa con la sua ragazza e assistente Yuki Nakamara. Nel frattempo, Adrian indaga su una serie di decessi fatti passare per suicidi, mentre in realta sono degli omicidi. Dopo aver accusato un uomo di questi omicidi, la sua nemesi Dale la balena fugge dal carcere e Leland Stottlemeyer è accusato di averlo aiutato a fuggire.

## Personaggi

### Personaggi della serie televisiva
- Adrian Monk: il detective protagonista della serie, interpretato nella serie da Tony Shalhoub
- Natalie Teeger: assistente di Adrian e narratrice del romanza, interpretata nella serie da Traylor Howard
- Ambrose Monk: fratello agorafobico di Monk, interpretato nella serie da John Turturro
- Leland Stottlemeyer: capitano della polizia di San Francisco, interpretato nella serie da Ted Levine
- Randy Disher, tenente della polizia, assistente di Stottlemeyer, interpretato nella serie da Jason Gray-Stanford
- Julie Teeger, la figlia adolescente di Natalie, interpretato nella serie da Emmy Clarke
- Dale Biederbeck, uno dei più grandi nemici di Adrian, interpretato nella serie da tre attori diversi: Adam Arkin, Tim Curry e Ray Porter

### Personaggi del romanzo
- Amy Devlin: il tenente braccio destro di Stottlemeyer nel dipartimento di polizia di San Francisco
- Yuki Nakamara: assistente e fidanzata di Ambrose
- Ellen Morse: la proprietaria di un negozio a Summit, nel New Jersey che vende oggetti realizzati con escrementi igienizzati. Nonostante la sua professione, Adrian stringe una forte amicizia con lei, visto che entrambi hanno molto a cura le idee di simmetria e di igienizzazione.

## Mr. Monk Sees the Light
Mr. Monk Sees the Light è un estratto da Mr. Monk Gets Even che fu pubblicato come una breve storia nel numero di dicembre 2012 della rivista Ellery Queen's Mystery Magazine prima del rilascio del romanzo.